# Giải Cánh diều cho nữ diễn viên chính xuất sắc phim truyện truyền hình
Giải Cánh diều cho nữ diễn viên chính xuất sắc phim truyện truyền hình là hạng mục trong hệ thống Giải Cánh diều, giải thưởng điện ảnh hàng năm của Hội Điện ảnh Việt Nam.

## Danh sách theo năm

### 2009
| Năm  | Diễn viên      | Tác phẩm             | Chú thích   |
| ---- | -------------- | -------------------- | ----------- |
| 2009 | Kim Tuyến      | Chuyện tình đảo ngọc | [ 1 ] [ 2 ] |
| 2009 | Trương Thị May | Đường đua            | [ 1 ] [ 2 ] |

### Thập niên 2010s
| Năm  | Diễn viên       | Tác phẩm                | Chú thích    |
| ---- | --------------- | ----------------------- | ------------ |
| 2010 | NSND Minh Châu  | Bí thư Tỉnh uỷ          | [ 3 ]        |
| 2011 | Elly Trần       | Khát vọng thượng lưu    | [ 4 ]        |
| 2012 | Huệ Minh        | Chiến hạm nổ tung       | [ 5 ] [ 6 ]  |
| 2013 | Ngọc Lan        | Thuyền giấy             | [ 7 ]        |
| 2014 | Bảo Thanh       | Người chồng điên        | [ 8 ]        |
| 2015 | Nhã Phương      | Tuổi thanh xuân         | [ 9 ] [ 10 ] |
| 2016 | NSƯT Minh Trang | Chiều ngang qua phố cũ  | [ 11 ]       |
| 2016 | Lã Thanh Huyền  | Zippo, mù tạt và em     | [ 11 ]       |
| 2017 | Xuân Văn        | Lẩn khuất một tên người | [ 12 ]       |
| 2018 | Kim Tuyến (2)   | Mộng phù hoa            | [ 13 ]       |
| 2019 | Hồng Diễm       | Hoa hồng trên ngực trái | [ 14 ]       |

### Thập niên 2020s
| Năm  | Diễn viên       | Tác phẩm               | Chú thích            |
| ---- | --------------- | ---------------------- | -------------------- |
| 2020 | Lương Thu Trang | Hướng dương ngược nắng | [ 15 ]               |
| 2021 | Khả Ngân        | 11 tháng 5 ngày        | [ 16 ] [ 17 ] [ 18 ] |
| 2023 | Quỳnh Kool      | Đừng làm mẹ cáu        | [ 19 ]               |
| 2024 | Thanh Hương     | Cuộc đời vẫn đẹp sao   | [ 20 ]               |

## Kỷ lục
Những cá nhân sau đã chiến thắng nhiều hơn một lần giải Cánh diều cho nữ diễn viên chính xuất sắc phim truyện truyền hình:
| Số lần chiến thắng | Diễn viên | Phim                 | Năm  |
| ------------------ | --------- | -------------------- | ---- |
| 2                  | Kim Tuyến | Chuyện tình đảo ngọc | 2009 |
| 2                  | Kim Tuyến | Mộng phù hoa         | 2018 |